# Автомобильная промышленность России
Автомобильная промышленность России — отрасль российского машиностроения (автомобильная промышленность), занимает по производству место во второй десятке в мире.

## Предыстория
Российская и советская автоиндустрия в ходе развития, как самостоятельная отрасль экономики, прошла несколько не равных по продолжительности этапов:
- 1896—1924 годы — стапельное единичное производство автомобилей;
- 1924—1932 годы — переход к серийному конвейерному производству грузовых автомобилей; запуск заводов АМО (позднее ЗИЛ) и ГАЗ;
- 1932—1970 гг. — массовое производство грузовых и серийное производство легковых автомобилей;
- 1970-е — н.в. — массовое производство автомобилей[1].

### До 1917 года
Одним из пионеров автомобилестроения в России был Е. А. Яковлев, четырёхколёсный легковой автомобиль которого успешно демонстрировался в 1896 году на Всероссийской промышленной выставке в Нижнем Новгороде.
Первый российский грузовой автомобиль, построенный изобретателем Борисом Луцким, экспонировался в 1900 году на Всемирной выставке в Париже и получил Большую серебряную медаль.
Промышленное производство автомобилей было организовано в Риге, на Русско-Балтийском заводе, где с 1908 по 1915 год выпустили 450 автомобилей.
Летит в туман моторов вереница.

Самолюбивый, скромный пешеход,

Чудак Евгений бедности стыдится

Бензин вдыхает и судьбу клянет!
Впоследствии в России появился ряд частных автофирм: Яковлев П.Д. и «Лесснер» в Петербурге, «Россия» Лейтнера и К° в Риге, «Дукс» Ю. А. Меллера в Москве, «Аксай» в Нахичевани и некоторые другие. Однако, по тем или иным причинам все они отошли от производства автомобилей, а петербургская экипажная мастерская «Фрезе и К°» в 1909 году была куплена Русско-Балтийским вагонным заводом, который организовал на её мощностях кузовное производство.
К 1912 году в России было всего два действующих автомобильных завода: Русско-Балтийский вагонный завод (РБВЗ) в Риге, выпускавший c 1909 года автомобили торговой марки Руссо-Балт
и завод Пузырёва (РАЗИПП) в Петербурге, приступивший к выпуску автомобилей собственной конструкции в 1911 году.
Однако, в январе 1914 года завод Пузырёва сгорел (сам основатель завода умер в сентябре 1914 года).
Осенью 1915 года, в связи с приближением к Риге линии фронта, РБВЗ отправился в эвакуацию: вагоностроительный отдел — в Тверь, а автомобильный отдел — в Петроград, где уже несколько лет работал авиационный отдел завода.
Первая мировая война выявила острую потребность русской армии в автомобилях. Поэтому в 1916 году царским правительством были выделены казённые средства в объёме 11 миллионов рублей и Главное военно-техническое управление в феврале-мае 1916 года подписало контракты на постройку шести автомобильных заводов:
- В Москве — с «Торговым домом Кузнецова, Рябушинских и К˚» — для выпуска автомобилей FIAT 15 Ter в объёме 1500 машин в год;
- в Ярославле — с «Акционерным обществом воздухоплавания В. А. Лебедев» — для выпуска автомобилей Crossley[англ.] 20/25HP в объёме 1500 машин в год;
- В подмосковных Филях — с Акционерным обществом Русско-Балтийского вагонного завода — для выпуска автомобилей Руссо-Балт С24/40 в объёме 1500 машин в год;
- в Рыбинске — с Акционерным обществом «Русский Рено» — для выпуска автомобилей Рено в объёме 1500 машин в год;
- В Нахичевани — с товариществом «Аксай» — для выпуска автомобилей в объёме 1500 машин в год;
- в Мытищах (поселок Новоперловский) — с «Британской инженерной компанией Сибири „Бекос“» — на постройку «Казённого завода военных самоходов» (КЗВС) с производительностью 3000 автомобилей в год[6].

Новые заводы должны были производить 10 500 автомобилей в год. Однако, из-за революций 1917 года, инфляции, высоких процентных ставок по кредитам, а также из-за коллапса транспортной системы страны, строительство ни одного из перечисленных заводов завершено не было. Единственным заводом, который успел до революции приступить к выпуску автомобилей стал построенный Рябушинскими в Москве завод Автомобильного Московского общества (АМО) — из импортированных итальянских машинокомплектов там собрали в 1917 году 432 автомобиля FIAT 15 Ter (всего до 1919 года было собрано 1319 машин).
Тем не менее затраченные усилия не пропали даром — после революции автомобильные заводы были достроены, хотя судьба их сложилась по-разному, и лишь два из них сохранили первоначальную специализацию:
- Завод «Автомобильного Московского общества» (АМО) стал одним из лидеров советского автомобилестроения, последовательно сменив названия АМО, ЗИС, ЗИЛ, АМО ЗИЛ;
- Завод Лебедева в Ярославле в советское время выпускал тяжёлые грузовики ЯАЗ и дал начало таким маркам, как МАЗ и КрАЗ. С 1958 года завод специализируется на выпуске моторов — сегодня это ОАО «Автодизель» (Ярославский моторный завод);
- Завод «Руссо-Балт» в Филях после 1917 года выпустил всего несколько автомобилей, а с 1923 года перешёл на производство самолётов, а затем ракет — сегодня это ведущее авиационно-космическое предприятие России — ГКНПЦ им. Хруничева;
- Завод «Британской инженерной компании Сибири „Бекос“» в Мытищах после нескольких объединений вошёл в состав сегодняшнего РКК Энергия;
- Завод «Русский Рено» в Рыбинске также был передан в авиационную промышленность и с 1928 года занимается производством авиамоторов — в настоящее время это НПО Сатурн (Рыбинские моторы);
- Завод товарищества «Аксай» продолжил заниматься выпуском сельскохозяйственных машин, сегодня это ростовский завод «Красный Аксай».

### Советский период
Первый советский автомобиль АМО-Ф-15 был произведён заводом АМО в 1924 году. С этого момента начинается развитие советского автомобилестроения. В 1931—1933 гг. предприятие АМО было реконструировано и, переименованное в ЗИС, выпускало грузовики по лицензии американской фирмы Autocar, а в Нижнем Новгороде (позже Горький) в 1930—1932 годах было построено предприятие НАЗ (ГАЗ), выпускавшее легковые и грузовые автомобили по лицензии фирмы Ford Motor. Оба предприятия, построенные в ходе индустриализации, стали основой национального автомобилестроения и вместе с менее крупными предприятиями (Первый автосборочный, позже ГЗА (Нижний Новгород/Горький), ЯГАЗ — бывший «Лебедев» (Ярославль), КИМ (Москва) и так далее) обеспечили к 1938 выход СССР на первое место в Европе и второе в мире по выпуску грузовиков. До Великой Отечественной войны автомобильная промышленность СССР произвела свыше одного миллиона автомобилей, значительная часть которых поступила в РККА.
Во время Великой Отечественной войны автозавод ЗИС был эвакуирован в тыл, где на базе его оборудования были созданы новые автомобилестроительные предприятия УльЗИС и УралЗИС (ныне УАЗ и АЗ Урал). В годы войны получила распространение сборка автомобилей из машинокомплектов, поставлявшихся по ленд-лизу.
В 1950—1970-х развитие советского автомобилестроения продолжалось экстенсивными методами, причём до начала 1970-х основной приоритет отдавался грузовым автомобилям, в частности, армейским многоосным тягачам и полноприводным грузовикам двойного назначения.
Массовая автомобилизация СССР началась со строительством Италией под ключ в 1966—1970 гг. Волжского автомобильного завода (ВАЗ) в Тольятти и развёртыванием массового выпуска на его мощностях (первоначально 660 тысяч автомобилей в год, а с 1980-х — 730 тысяч) легковых автомобилей марок «Жигули» и «Нива» (первых массовых комфортабельных полноприводных джипов, что стало достаточно передовым и для Европы). Также с нуля появилось достаточно крупное производство легковых автомобилей ИжАвто преимущественно Иж-2125 с новым типом кузова хетчбэк.
В 1976 году в строй вошёл крупнейший в Европе завод грузовых автомобилей КамАЗ, строительство которого было начато в 1969-м. Годовая мощность предприятия была рассчитана на выпуск 150 тысяч грузовиков и 250 тысяч дизельных моторов. С его вводом доля дизельных автомобилей в грузовом парке СССР возросла с 7-8 % до 25 %. Было положено начало дизелизации ряда других советских автомарок: ЗиЛ, УралАЗ, КАЗ, ЛАЗ, ЛиАЗ.
К 1980-м годам советское автомобилестроение добилось очевидных успехов в массовом производстве: по общему производству (по 2,2 млн в 1985 и 1986 годах) СССР занял пятое место в мире (уступая только Японии, США, ФРГ, Франции), по производству грузовиков — третье место, по производству автобусов — первое. Однако, одновременно стали проявляться кризисные явления, типичные для эпохи застоя: фактически прекратился рост производства легковых автомобилей (стабилизировался на 1,3 млн в год), при этом их доля составила немного более половины от всего автопроизводства (что намного меньше чем в развитых странах), чрезмерно затягивались НИОКР, оставалось низким качество комплектующих и сборки, сохранялся устойчивый дефицит запчастей. Однако в это десятилетие были освоены принципиально новые переднеприводные легковые модели с кузовами хетчбэк: ВАЗ-2108 «Спутник», Москвич-2141 «Алеко», ВАЗ-1111 «Ока» и ЗАЗ-1102 «Таврия» и подготовлено массовое производство дизельных среднетоннажных грузовиков ГАЗ-4301 и ЗИЛ-4331 и автобусов ЛиАЗ-5256 и ЛАЗ-4202.
С распадом СССР в 1991 году советское автомобилестроение, сконцентрированное преимущественно в России, Белоруссии и на Украине, распалось на национальные автомобильные промышленности, судьба которых сложилась по-разному.

## История
При распаде СССР Российской Федерации достался ряд предприятий советского автопрома (часть из них не смогла пережить экономические трудности переходного периода и полностью прекратило существование, например, АМО ЗИЛ, СеАЗ).
С началом рыночных реформ в 1992 году автомобилестроение России попало в полосу затяжного кризиса. К середине 1990-х выпуск грузовых автомобилей сократился в 5,5 раз, автобусов большого класса — в 10 раз, легковых автомобилей — на треть. Кардинальное обновление производственных программ российских автозаводов оказалось практически невозможным из-за слабой финансовой системы (дороговизна кредитов) и чрезмерного давления на производство расходов по социальной сфере, доставшейся автопрому со времен СССР, а также морального старения и физического износа оказавшихся избыточными производственных мощностей. В результате остановились даже заводы АЗЛК и ИЖ, выпускавшие ежегодно более чем по 150 тысяч востребованных рынком недорогих легковых автомобилей.
В то же время лидеры отрасли АвтоВАЗ, ГАЗ и АМО ЗИЛ смогли выпустить за 1990-е такие новые модели как: ВАЗ-2110, ГАЗ 3110 Волга, ГАЗ-3302/-2705/-3221 «ГАЗель» и ГАЗ-2217/2752 «Соболь», а также ЗИЛ-5301 «Бычок», позволившие им пережить наиболее тяжёлую фазу кризиса. После дефолта и девальвации рубля 1998 года российский автопром, как и все отечественные производители, получил кратковременную передышку, а в начале 2000-х были освоены новые легковые модели ВАЗ-1118 «Калина», ГАЗ-31105 «Волга», а также развозной среднетоннажный грузовик ГАЗ-3310 «Валдай», однако, негативная тенденция сокращения доли рынка у отечественных производителей сохранилась. Большая часть российских автомобильных и моторных заводов была объединена в первой половине 2000-х в холдинги «Руспромавто» (ныне «Группа ГАЗ») и «Северсталь-авто» (ныне «Соллерс»).
Начиная с 2002, в России нарастает сборка иномарок (в 2008—618,2 тыс. из 1790 тыс. всех произведённых). Доля производства иностранных моделей составила в сегменте легковых автомобилей 41,3 % (увеличение производства на 29 % к 2007 году), в сегменте грузовиков 7,9 % (+19,6 %) и в сегменте автобусов 9,8 % (+12,7 %). С массовым открытием сборочных предприятий иностранных компаний, начиная с 2009 год, а их доля в национальном производстве должна ещё больше увеличиться, несмотря на разразившийся кризис сбыта. После 2010 в России предполагается сборка свыше 1 млн автомобилей иностранных брендов в год.
При выработке стратегии развития российского автопрома Правительство РФ в марте 2010 рассмотрело вопрос о принципах сотрудничества с иностранными компаниями. Одним из основных принципов работы будет расширение локализации производства в России. В июне 2011 г. соответствующее соглашение было подписано с действующими в российском автопроизводстве компаниями Sollers-Ford, Volkswagen, General Motors и консорциум компаний АвтоВАЗ, Renault-Nissan, «ИжАвто», КамАЗ и ОАГ.
В 2000-е годы в России было открыто несколько автомобильных заводов, выпускающих автомобили под марками известных производителей, среди которых Volkswagen, Skoda, BMW, Ford, Renault, Toyota, Chevrolet, Автомобильный альянс Peugeot-Citroen-Mitsubishi, Nissan, Opel, Kia, Volvo Truck и некоторые другие. Мощности заводов рассчитаны на производство, начиная от крупноузловой до мелкоузловой сборки, включая Completely Knocked Down (CKD) сборку с высокой степенью локализации производства, со сваркой и окраской кузовов, и агрегатов. Открытие новых заводов продолжается.
В ноябре 2009 года Renault-Nissan и ОАО «АвтоВАЗ» подписали соглашение по основным условиям реструктуризации российского автопроизводителя. Компания Renault-Nissan будет использовать производственные мощности АвтоВАЗа для удовлетворения потребности российского рынка. Протокол о сотрудничестве по рекапитализации АвтоВАЗа предусматривает финансовую помощь правительства РФ в обмен на предоставление компанией Renault своих технологий АвтоВАЗу. После визита главы Renault-Nissan президент АвтоВАЗа на своём выступлении на 11-й научной конференции ГУ-ВШЭ указал, что, помимо прочего, завод может пользоваться технологиями альянса и сможет иметь доступ к технической библиотеке концерна.
Немецкий автомобильный концерн Daimler AG приобрёл 10 % акций российского производителя грузовиков ОАО «КАМАЗ». Соответствующее соглашение о стратегическом партнёрстве в 2009 году подписали Daimler, ГК «Ростехнологии», «Тройка Диалог» и ОАО «КАМАЗ». Согласно подписанному соглашению о партнёрстве, КАМАЗ и Daimler намерены сотрудничать в сфере совместных проектов и обмена технологиями. В марте 2010 года концерн Daimler завершил сделку по увеличению доли в КАМАЗе с 10 % до 11 %. Председатель совета директоров КАМАЗа Сергей Чемезов также отметил, что к 2018 г. немецкая компания может довести свою долю в ОАО «КАМАЗ» до контрольной.
В августе 2009 года было объявлено о создании консорциума ОАО «АвтоВАЗ» и ОАО «КАМАЗ» с координацией руководством последнего, однако практических шагов почти не последовало. По словам главы Счетной палаты Сергея Степашина, Белорусские МАЗ и БелАЗ могли объединиться с КамАЗом в единый холдинг под началом «Ростехнологий».
В феврале 2010 российский «Соллерс» и итальянский Fiat подписали меморандум о создании в России глобального альянса по производству пассажирских автомобилей и внедорожников. Общие инвестиции в проект — 2,4 млрд евро. Российское правительство готово оказать финансовую поддержку, если степень локализации производства составит 50 %. Согласно планам, к 2016 году СП планирует создать крупнейший после АвтоВАЗа в России автозавод в и выпускать до 500 тыс. автомобилей в год, как минимум каждый десятый должен идти на экспорт. За четыре года «Соллерс» уже инвестировал в развитие производства FIAT в России 600 млн долларов.
В начале 2010 года ОАО «АвтоВАЗ» и ОАО «Соллерс» подписали соглашение о стратегическом сотрудничестве по развитию конкурентоспособной компонентной базы поставщиков. Рынки отреагировали на сообщение о партнёрстве АвтоВАЗа и «Соллерс» существенным ростом котировок.
Россия входит в число 15-и крупнейших автопроизводителей.
Согласно заявлению премьер-министра В. Путина в сентябре 2011 года, планировалось, что к 2016 году Россия станет крупнейшим в Европе центром по производству автомобилей, что должно было подразумевать годовой выпуск больший, чем в последние годы не только в Испании и Франции (2,3-3,5 млн.), но и в Германии (5,5-5,9 млн). По сообщению РБК, Министерство промышленности и торговли РФ оценивало совокупные затраты по стратегии развития автомобильной промышленности РФ до 2020 г. в размере 1,2-1,8 трлн руб. Из указанной выше суммы на развитие автопрома около 630 млрд руб. планировалось выделить на долю российских игроков рынка. В частности, 330 млрд руб. должны были быть направлены на проекты модернизации производства, 100 млрд руб. — на научно-исследовательские и опытно-конструкторские работы (в том числе на разработку новых моделей — 24 млрд руб.), а 190 млрд руб. быть вложены в развитие компонентной базы.
В целях стимулирования российского автопрома в 2010 году в России была запущена программа по обмену старых автомобилей на новые: при сдаче в утиль автомобиля старше 10 лет потребитель получит сертификат номиналом 50 тысяч рублей, который засчитывается при приобретении нового отечественного автомобиля, включая машины, производимые в режиме «промышленной сборки». В результате осуществления программы утилизации в 2010 году только за её счёт было реализовано дополнительно 376 тыс. автомобилей, а рынок в целом вырос до 1,91 млн легковых и лёгких развозных коммерческих автомобилей, что на 30 % превысило показатель 2009 года.
В 2018 году выпуск легковых автомобилей увеличился на 15,3 %; продажи новых легковых и лёгких коммерческих (LCV) автомобилей выросли на 12,8 %(14 %)
В 2010-х (с 2011 по 2021) год парк легковых автомобилей в России вырос на 36 %, достигнув 45 млн штук, в то же время доля машин отечественных автокомпаний в парке за это время упала с 54 до 36 %. В России производят примерно треть иномарок, доля же импорта изменилась незначительно (снизилась с 39 до 37 %).

### Консолидация отрасли
При распаде СССР происходила хаотическая приватизация государственных предприятий. Чаще всего право собственности и контроль над приватизированными предприятиями получало руководство бывших советских предприятий. Не было исключением и автомобилестроение. Так, получила известность схема владения АвтоВАЗом, при которой полный контроль над предприятием получал совет директоров во главе с Каданниковым. Похожая ситуация сложилась на Горьковском автозаводе, который возглавлял Пугин.
С конца 1990-х годов у экспортно-сырьевых компаний России появились свободные капиталы. Некоторые из них начали вкладывать деньги в потенциально прибыльные непрофильные активы. Так, в 2000 году группа «Сибирский алюминий» (позднее «Базовый элемент») начала приобретать автомобильные заводы. Первым был Павловский автобус, за ним последовал Горьковский автомобильный завод. В 2001 году компания контролировала ГАЗ, ПАЗ, ЛиАЗ, ГолАЗ, КАвЗ, ЯМЗ и другие заводы. Для управления этими автомобилестроительными активами была образована компания «Руспромавто». Впоследствии реорганизации привели к созданию холдинга «Русские машины», в которую входят «Группа ГАЗ» и «Военно-промышленная компания». На 2020 год «Русские машины» контролируют крупные автомобилестроительные активы в России.
В 2001 году компания Северсталь начинает приобретение автомобилестроительных активов с контроля над УАЗ и Заволжским моторным заводом. Автомобильные активы первоначально концентрируются под брендом «Северсталь-Авто», позднее переименованы в «Соллерс». В последующие годы компания приобретает и строит с нуля ряд других автомобилестроительных активов. На 2020 год «Соллерс» один из крупнейших автомобилестроительных концернов России.
23 ноября 2007 года президент России Владимир Путин подписал федеральный закон о создании государственной корпорации «Ростехнологии» (в 2012 году госкорпорация переименована в «Ростех»). В 2008 году госкорпорации передано несколько сотен принадлежащих государству предприятий, в том числе автомобилестроительные активы. Таким образом государство консолидировало принадлежащие ему активы.

### Инвестиционный бум в 2000—2020
После допуска иностранного капитала в экономику России и принятия государством ограничительных мер в отношении импортеров автомобилей в России стали строить заводы по сборке автомобилей разной степени локализации. Часть этих заводов была построена на инвестиции зарубежных автоконцернов и ориентирована на выпуск моделей инвесторов. Другие заводы были построены свободным капиталом и рассчитаны на сборку моделей тех автопроизводителей, кто не желает вкладываться в собственные заводы на территории РФ. Небольшая доля новых заводов предназначена для стапельного производства специальной техники, разработанной в стране.

### Кризисы и перестройка отрасли с 2020 года
В 2020 году производство автомобилей было временно прекращено из-за пандемии COVID-19; в июне загрузка автозаводов в России упала ниже 30 %.
В 2021 году, из-за недостатка полупроводников в автопроме, мировой и российский автопром вынужден был масштабно ограничивать объёмы производства.
В 2022 году на продолжающийся глобальный пандемийный кризис поставок комплектующих наложились проблемы в связи с вторжением России на Украину и усилением санкционного противостояния. Особенно серьёзно пострадало автомобилестроение: в апреле автозаводы выпустили на 85 % меньше машин по сравнению с тем же периодом прошлого года, в мае падение составило 96,7 %, июне — 89 %, в июле — 80,6 %. Ряд зарубежных автомобилестроительных компаний объявил о приостановке деятельности или уходе с автомобильного рынка России. Многие российские автомобильные производства останавливаются в связи с дефицитом импортируемых компонентов или политическими ограничениями.
После ухода из России ряда западных и южнокорейских автопроизводителей российские сборщики переориентировали сотрудничество на Китай. Уже в начале 2023 года завод Автотор начал сборку ряда моделей автомобилей нескольких китайских брендов; среди них — Shineray Group SWM, Kaiyi и BAIС. В середине 2022 года министр промышленности и торговли Мантуров сообщил о планах возрождения брендов «Волга» или «Победа».
В 2023 году российские автозаводы произвели, по данным Минпромторга, более 720 тыс. автомобилей, что на 16 % выше показателей 2022 года. Восстановлению спроса способствовали механизмы лизинга и автокредитования общей стоимостью в 16 млрд рублей. На 2024 год в целях поддержки спроса на автотехнику правительство выделили около 113 млрд рублей.
В 2024 году запланирован запуск в производство на базе нижегородского автомобильного кластера трех моделей Volga: седан класса D — Volga С40, кроссовер класса С — Volga K30, кроссовер класса D — Volga К40. Выпуск в режиме полного цикла — с 2025 года. Общий объем средств вложенных в производство автомобилей возрожденной марки составит 60 млрд рублей.

## Государственное регулирование

### Борьба с подержанным импортом
В 90-х годах покупательная способность населения была невысока и российский автопром конкурировал в основном с бывшими в употреблении иномарками, чей доступ на внутренний рынок сдерживался таможенными тарифами. Однако, в начале нулевых годов рост благосостояния населения привёл к лавинообразному росту импорта автомобилей с пробегом, превысив полмиллиона автомобилей в 2002 году.
В июле 2002 года правительство РФ принимает концепцию развития российского автопрома, а в октябре введены запретительные таможенные тарифы для иномарок старше 7 лет, что приводит к перераспределению спроса в пользу новых импортных автомобилей: с 2004 года импорт автомобилей с пробегом начинает падать, а импорт новых автомобилей расти. С 2009 года тарифные условия и другие меры, такие как утилизационный сбор, требования по установке системы ЭРА-ГЛОНАСС, практически обнулили импорт подержанных машин в РФ.

### «Промышленная сборка»
Ограничив давление на рынок дешёвой импортной, бывшей в употреблении, техники — в 2005 году правительство принимает новое судьбоносное решение — вводит понятие промышленной сборки, под которую подпадают сборочные мощности автомобилей мощностью более 25 тыс. штук в год с локализацией сварки и окраски кузовов и других операций сборки автомобиля и достижением локализации в 30 % через 4,5 года работы завода. При этом снижались ввозные пошлины на компоненты для сборки автомобилей и вводился ряд других льгот, например право участия в государственных закупках. В течение следующих 5 лет в строй вступил почти десяток крупных построенных с нуля заводов с инвестициями в сотни миллионов долларов, обеспечивающих для крупнейших международных автомобилестроительных корпораций выполнение условий промышленной сборки, а также организована промсборка иномарок на многих уже существовавших заводах. В 2011 году выпущено 779 тысяч автомобилей иностранных марок с выполнением этих условий промышленной сборки. Ещё почти 300 тысяч машин было собрано методом крупноузловой сборки с применением льгот свободных экономических зон и свободных складов.
В 2011 году вступают в силу новые условия промышленной сборки. Новые условия оговаривали увеличение мощностей заводов, локализацию штамповки кузовов, локализацию инженерных центров, достижение локализации 60 % через 6 лет.

### Утилизационный сбор
В 2001 году Россия в ходе переговоров о вступлении в ВТО снизила пошлины на импорт новых легковых автомобилей с 30 до 25 %, а к 2019 году обязалась сократить их до 15 %, что резко снижало привлекательность локализации автосборки. Решением проблемы стало введение утилизационного сбора: производители и импортеры при продаже автомобиля отчисляли государству определённую сумму компенсации за будущую утилизацию автомобиля, а государство дотировало покупку нового авто российской сборки автовладельцу, утилизировавшему свой старый автомобиль. Таким образом удалось создать дополнительные преференции для локализованных производителей.

### Специальный инвестиционный контракт
Условия вхождения России в ВТО противоречили условиям «промышленной сборки»: не допускалось оказание прямых преференций отдельным импортерам или производителям. Россия обязалась к 2020 году ликвидировать освобождение отдельных производителей от таможенных пошлин на компоненты. В связи с этим в 2017 году был разработан новый инструмент стимулирования локализации автомобильного производства вместо «промышленной сборки» — специальный инвестиционный контракт с автопроизводителями (СПИК). На 2019 год ряд производителей уже заключили СПИК. Предполагается расширение производства двигателей, локализация трансмиссий, углубление вложений в местный НИОКР, экспорт продукции.
Оценка локализации в рамках СПИК регулируется постановлением правительства № 719 «О подтверждении производства промышленной продукции на территории Российской Федерации». Каждой группе операций назначаются баллы, например сварка и окраска кузова — 900 баллов, штамповка трети деталей кузова 100 баллов, а половины — 200 баллов. Более 70 % от массы кузова из российского металла даёт 200 баллов. Сборка мотора в России даёт 95 баллов, обработка головок блока цилиндров и распределительные валы российского производства 190 баллов. Сборка и проведение контрольных испытаний собранной машины — 100 баллов. На 2020 год продукция, набравшая свыше 1400 баллов, может участвовать в госзакупках и программах стимулирования продаж.
В феврале 2023 года по поручению Президента России Правительство объявило о том, что для тех производителей, которым это необходимо, будет предоставлена возможность продления СПИК на дополнительный период времени.

## Статистика производства
Суммарный выпуск грузовых, легковых автомобилей и автобусов, тыс. штук:
|           | РСФСР, · Россия | В том числе                          | В том числе    | В том числе | СССР  |
| Автобусов | РСФСР, · Россия | Автомобилей грузовых (включая шасси) | Легковых машин |             | СССР  |
| --------- | --------------- | ------------------------------------ | -------------- | ----------- | ----- |
| 1900      | 0               |                                      |                |             | —     |
| 1910      |                 |                                      |                |             | —     |
| 1920      | 0               |                                      |                |             | —     |
| 1925      |                 |                                      |                |             | 0,12  |
| 1930      |                 |                                      |                |             | 4,23  |
| 1935      |                 |                                      |                |             | 96,7  |
| 1940      |                 |                                      |                |             | 145,4 |
| 1945      |                 |                                      |                |             | 74,7  |
| 1950      | 342             |                                      |                |             | 362,9 |
| 1955      |                 |                                      |                |             | 445,3 |
| 1960      | 490             |                                      |                |             | 523,6 |
| 1965      |                 |                                      |                |             | 616,3 |
| 1970      | 737             |                                      |                |             | 916,1 |
| 1975      |                 |                                      |                |             | 1 964 |
| 1980      | 1 884           |                                      |                |             | 2 199 |
| 1985      |                 |                                      |                |             | 2 248 |
| 1990      | 1819,9          | 51,9                                 | 665            | 1103        | 2 120 |
| 1991,     | 1981.2          |                                      |                |             |       |
| 1992      | 1 594,283       |                                      |                |             |       |
| 1993      | 1 470,746       |                                      |                |             |       |
| 1994      | 1 031,172       |                                      |                |             |       |
| 1995      | 1 017,375       |                                      |                |             |       |
| 1996      | 1 040,177       |                                      |                |             |       |
| 1997      | 1 183,487       |                                      |                |             |       |
| 1998      | 1 032,512       |                                      |                |             |       |
| 1999      | 1 185,962       |                                      |                |             |       |
| 2000      | 1215,234        |                                      |                |             | —     |
| 2001      | 1257,819        |                                      |                |             | —     |
| 2002      | 1225,274        |                                      |                |             | —     |
| 2003      | 1285,909        |                                      |                |             | —     |
| 2004      | 1391,352        |                                      |                |             | —     |
| 2005      | 1357,377        |                                      |                |             | —     |
| 2006      | 1521,315        |                                      |                |             | —     |
| 2007      | 1680,752        |                                      |                |             | —     |
| 2008      | 1802,002        |                                      |                |             | —     |
| 2009      | 729,721         |                                      |                |             | —     |
| 2010      | 1 406,060       | 40,944                               | 155,497        | 1 209,619   | —     |
| 2011      | 1 990,968       | 44,244                               | 206,814        | 1 739,910   | —     |
| 2012      | 2 234,300       | 58,604                               | 211,994        | 1 963,702   | —     |
| 2013      | 2 185,317       | 53,237                               | 207,423        | 1 924,657   |       |
| 2014      | 1 892,502       | 43,994                               | 153,137        | 1 695,371   |       |
| 2015      | 1 379,929       | 36,443                               | 128,077        | 1 215,409   |       |
| 2016      | 1 299,926       | 42,889                               | 137,273        | 1 119,764   |       |
| 2017      | 1 558,348       | 40,819                               | 162,336        | 1 355,193   |       |
| 2018      | 1 766,439       | 45,139                               | 157,167        | 1 564,133   |       |
| 2019      | 1 719,784       |                                      |                |             |       |
| 2020      | 1 435,335       |                                      |                |             |       |
| 2021      | 1 566,317       |                                      |                |             |       |
| 2022      | 608,060         |                                      |                |             |       |
| 2023      | 720,060         |                                      |                |             |       |

В 2018 году лидерами производства были заводы АвтоВАЗ (21,1 %), Hyundai (14 %), Автотор (11,5 %), Volkswagen (8,1 %), ГАЗ (7,5 %), ИжАвто (7,4 %), Renault (5,5 %), Toyota (4,2 %), Nissan (3,2 %), Ford-Соллерс (2,8 %), УАЗ (2,5 %), ПСМА Рус (2,2 %), КамАЗ (2,1 %).
В 2008 году российский автопром (по данным ОАО АСМ-Холдинг и OICA) произвёл 1,79 млн автомобилей (+7,4 % к 2007 году), в том числе произведено 1,471 млн легковых автомобилей и 256 тыс. грузовых автомобилей. В том же году из России было экспортировано 132 тыс. легковых и 45 тыс. грузовых автомобилей на общую сумму 1,7 млрд долларов. В связи с экономическим кризисом 2008—2010 производство резко снизилось до 0,72 млн в 2009 г. и восстановилось до 1,403 млн в 2010 г. по данным OICA. За первое полугодие 2011 года производство выросло ещё на 76 %. Доля на российском рынке автомобилей, собранных в России, увеличилась с 50 % в 2009 году до 70 % в 2011 году.
Согласно «Сводной стратегии развития обрабатывающей промышленности России» (2020) Россия к 2035 году планирует почти в три раза нарастить производимых легковых автомобилей — до рекордных 4,22 млн машин в год.

## Автомобильные заводы

### Советские заводы
| Советское название                   | Современное название                        | Расположение          | Год запуска | Владелец                               | Деятельность         | Мощность          | Закрыт (Остановлен) | Примечание                              |
| ------------------------------------ | ------------------------------------------- | --------------------- | ----------- | -------------------------------------- | -------------------- | ----------------- | ------------------- | --------------------------------------- |
| ЗиУ                                  | Энгельсский завод электрического транспорта | Саратовская область   | 1868        | ПК Транспортные системы                | троллейбусы          |                   | -                   |                                         |
| ЗиЛ                                  | -                                           | Москва                | 1916        | -                                      | грузовики            | 200 тыс. (1980-е) | 2013                | Ликвидирован                            |
| АЗЛК                                 | завод Москвич                               | Москва                | 1930        | правительство Москвы                   | Легковые             | 180 тыс.          | -                   |                                         |
| ГАЗ                                  | ГАЗ                                         | Нижегородская область | 1932        | Группа ГАЗ                             | грузовые легковые    | 70 тыс. (2010)    | -                   |                                         |
| СеАЗ                                 | -                                           | Московская область    | 1939        | -                                      | легковые автомобили  | 25 тыс.           | 2013                | Ликвидирован                            |
| УАЗ                                  | УАЗ                                         | Ульяновск             | 1941        | Соллерс                                | Внедорожники         | 90 тыс.           | -                   |                                         |
| Урал                                 | Урал                                        | Челябинская область   | 1941        | Объединённая машиностроительная группа | Грузовые             | 11 тыс. (2011)    | -                   |                                         |
| ЗЗГТ                                 | ЗЗГТ                                        | Нижегородская область | 1949        | Русские машины                         | Гусеничные вездеходы |                   | -                   |                                         |
| КЗКТ                                 | -                                           | Курган                | 1950        | -                                      | Тяжелые тягачи       | ?                 | 2011                | Ликвидирован                            |
| МАРЗ                                 | -                                           | Тамбовская область    | 1951        | -                                      | автобусы             |                   | 2012                | Производство остановлено                |
| ПАЗ                                  | Павловский автобус                          | Нижегородская область | 1952        | Группа ГАЗ                             | Автобусы             | 15 тыс. (2007)    | -                   |                                         |
| КАвЗ                                 | КАвЗ                                        | Курган                | 1958        | Группа ГАЗ                             | Автобусы             | 4083 (2007)       | -                   |                                         |
| БАЗ                                  | БАЗ                                         | Брянск                | 1958        | АО «Концерн ВКО „Алмаз-Антей“»         | Тягачи, Спецшасси    | ?                 | -                   |                                         |
| ЛиАЗ                                 | ЛиАЗ                                        | Московская область    | 1959        | Группа ГАЗ                             | Автобусы             | 2894 (2007)       | -                   |                                         |
| Саранский завод автосамосвалов       | Саранский завод автосамосвалов              | Мордовия              | 1960        | Группа ГАЗ                             | автосамосвалы        |                   | -                   |                                         |
| ИжАвто                               | Лада Ижевск                                 | Удмуртия              | 1965        | «АвтоВАЗ»                              | легковые             | 119 тыс. (2017)   | -                   | с 2024 года LADA Largus                 |
| АвтоВАЗ                              | АвтоВАЗ                                     | Самарская область     | 1966        | ФГУП «НАМИ» Ростех                     | легковые             | 500 тыс. (2017)   | -                   |                                         |
| УАМЗ                                 | -                                           | Свердловская область  | 1967        | -                                      | грузовики            | ?                 | 2018                | Ликвидирован                            |
| КамАЗ                                | КамАЗ                                       | Татарстан             | 1969        | Ростех                                 | грузовые             | 38 тыс. (2017)    | -                   |                                         |
| Арзамасский машиностроительный завод | Арзамасский машиностроительный завод        | Арзамас               | 1972        | Военно-промышленная компания           | военная техника      |                   | -                   |                                         |
| НЕФАЗ                                | НЕФАЗ                                       | Башкортостан          | 1972        | КАМАЗ                                  | автобусы             |                   | -                   |                                         |
| ЗМА                                  | Соллерс-Набережные Челны                    | Татарстан             | 1987        | Соллерс Форд                           | Легковые             | 110 тыс. (проект) | (2019)              | Производство остановлено                |
| ГолАЗ                                | ГолАЗ                                       | Московская область    | 1990        | AGCO Русские машины                    | Сельхозтехника       |                   | 2014                | Производство автобусов передано на ЛиАЗ |

В 1985 году было начато строительство Камского тракторного завода. В 1988 году завод был перепрофилирован и получил название Елабужский автомобильный завод. Однако запустить завод не успели. В 2008 году часть площадей завода входит в группу Соллерс как Соллерс-Елабуга.
Кроме того после СССР осталось большое количество заводов автокомпонентов, заводов прицепного и навесного оборудования, заводов, занимавшихся переоборудованием серийных машин в специализированные.

### Российские заводы
После прихода иностранного капитала в экономику России и принятия ряда ограничительных мер в отношении импортеров автомобилей стали появляться заводы по сборке иномарок в России разной степени локализации. Часть этих заводов построена на инвестиции зарубежных автоконцернов и ориентирована на выпуск моделей инвесторов. Другие заводы построены свободным капиталом и рассчитаны на сборку моделей тех автопроизводителей, кто не желает вкладываться в собственные заводы на территории РФ. Небольшая доля новых заводов предназначена для производства специальной техники, разработанной в стране.
Локализация производства иномарок может очень сильно различаться от завода к заводу. Минимальная локализация с крупноузловой «отверточной» сборкой не требует существенных специальных капиталовложений в площадку и может быть в минимальные сроки и затратами открыта на свободных промышленных площадях. Значительное количество подобных «автозаводов» периодически возникает под конкретный проект поставок и столь же быстро может исчезнуть в связи с изменениями экономической конъюнктуры.
Увеличение локализации связано в первую очередь с изготовлением кузова и салона. Большинство российских заводов крупных иностранных автопроизводителей оснащено цехами окраски и роботизированной сварки кузовов из готовых штамповок или элементов кузова. Часть заводов высокой степени локализации имеет штамповочный цех, цеха пластмассового литья, локализует изготовление кресел, обшивки салона, панели приборов, электрики, систем кондиционирования и т. п.
Дальнейшая локализация связана со сборкой двигателя, трансмиссии, навесных агрегатов, элементов подвески. Ряд автопроизводителей имеет локализованную сборку двигателя. На 2019 год правительство работает с автопроизводителями по новому пакету господдержки, стимулируя их к углублению локализации.

#### Легковые и малотоннажные
| Название          | Расположение          | Год запуска | Основные эксплуатанты   | Локализация    | Мощность          | Закрыт (Остановлен) | Примечание                                   |
| ----------------- | --------------------- | ----------- | ----------------------- | -------------- | ----------------- | ------------------- | -------------------------------------------- |
| Автотор           | Калининград           | 1996        | «Автотор холдинг»       | 18-25 % (2016) | 144 тыс. (2017)   | -                   | BAIC, Kaiyi, Foton                           |
| Форд Всеволожск   | Ленинградская область | 2002        | Sungwoo Hitech          | 60 % (2007)    | 72 тыс. (2007)    | (2019)              |                                              |
| Toyota            | Санкт-Петербург       | 2007        | Toyota                  | 30 % (2017)    | 66 тыс. (2017)    | (2022)              |                                              |
| Бывший Volkswagen | Калуга                | 2007        | АГР, Defetoo            | 50 % (2013)    | 143 тыс. (2018)   | Перезапущен 2025    | Tenet                                        |
| GM Шушары         | Санкт-Петербург       | 2008        | Hyundai Motor           | 12 % (2012)    | 60 тыс. (2011)    | (2015)              | Бывший General Motors                        |
| Соллерс-Елабуга   | Татарстан             | 2008        | Соллерс                 |                | 65 тыс. (проект)  | -                   | Aurus. JAC Sunray под маркой Sollers Atlant. |
| Бывший Nissan     | Санкт-Петербург       | 2009        | НАМИ                    | 64 % (2017)    | 56 тыс. (2018)    | Перезапущен 2023    | Xcite                                        |
| Hyundai Rus       | Санкт-Петербург       | 2010        | Арт-Финанс              | 46 % (2016)    | 235 тыс. (2018)   |                     | Hyundai и Kia под маркой Solaris             |
| ПСМА Рус          | Калужская область     | 2010        | Groupe PSA + Mitsubishi |                | 125 тыс. (проект) | Перезапущен 2024    | Haval M6                                     |
| Sollers           | Владивосток           | 2012        | Sollers                 |                | 70 тыс. (проект)  | Перезапущен 2023    | пикап JAC ST6 под маркой Sollers ST6         |
| Mercedes          | Москва                | 2019        | Daimler                 |                | ?                 | (2022)              | Mercedes-Benz                                |
| Haval             | Тульская область      | 2019        | Great Wall Motors       | 30 % (2019)    | 80 тыс. (проект)  | -                   |                                              |

Также:
- GM-АВТОВАЗ с 2002 года собирал автомобили в своих цехах на территории АвтоВАЗа. В 2019 году компания была полностью выкуплена АвтоВАЗом, имущественный комплекс вошёл в состав АвтоВАЗ. В августе 2021 года производство перенесено на конвейер АвтоВАЗа.

#### Грузовые
Рынок грузовых автомобилей России гораздо меньше легкового и на нём доминируют национальные марки — ГАЗ и КамАЗ. Потому сборочные мощности иностранных марок относительно невелики. Тем не менее, как и в легковом сегменте, большинство новых заводов являются локализованной сборкой крупных иностранных автомобильных брендов.
| Название      | Расположение          | Год запуска | Основные эксплуатанты | Локализация | Мощность     | Закрыт (Остановлен) | Примечание                     |
| ------------- | --------------------- | ----------- | --------------------- | ----------- | ------------ | ------------------- | ------------------------------ |
| Тонар         | Московская область    | 1990        | «Тонар»               |             | 10 ед.       | -                   |                                |
| AMT N.V       | Челябинская область   | 1994        | Hongyan               |             | 1242 (2013)  |                     |                                |
| Caterpillar   | Ленинградская область | 2000        | Caterpillar           |             | 300 (проект) | (2022)              |                                |
| Volvo Trucks  | Калуга                | 2009        | Volvo                 |             | 5637 (2018)  | (2022)              | Volvo Trucks, Renault Trucks   |
| ДАЙМЛЕР КАМАЗ | Татарстан             | 2010        | Daimler + КамАЗ       |             | ?            | (2022)              | Mercedes-Benz, Mitsubishi Fuso |
| Бывший MAN    | Санкт-Петербург       | 2012        | АО «Романов»          |             | ~1000        | Перезапущен в 2024  | Грузовики БАЗ                  |

Также:
- Isuzu вело сборку своих автомобилей на мощностях УАЗа с 2012 по 2022 год.
- Komatsu Manufacturing Rus с 2010 по 2022 год собирало тяжёлую строительную технику (в том числе тяжелые карьерные самосвалы) компании Komatsu на заводе в Ярославле.

#### Другие проекты
При распаде СССР некоторые советские предприятия попытались переориентироваться на производство автомобилей. Например, «Велта», НТЦ ЛиАЗ, Яхромский автобусный завод. Однако изменение экономической ситуации изменило и приоритеты населения: вместо советского дефицита автомобилей на закрытом рынке пришла, с импортом автомобилей с пробегом, конкуренция — и спрос на отечественные автомобили просел, практически никто из подобных предприятий не смог встать на ноги.
На начальном этапе стимулирующих мер правительства , пока уровень локализации для получения льгот был невелик, появилось много контрактных сборщиков для иностранных брендов. Большинство из них имело низкий уровень локализации. По мере роста требований к локализации те из них, кто не смог получить иные формы преференций, начали испытывать трудности с потерей преимуществ местной сборки перед импортом готовой продукции. В качестве таких компаний можно указать ТагАЗ, Derways, Соллерс-Дальний Восток, Красный Аксай, Navistar International, BAW-RUS Motor Corporation и другие.
В 2007—2014 гг. известность приобрёл проект производства спорткаров Marussia Motors. Примерно в то же время известность получил проект легкового гибрида Ё-мобиль и родственный ему проект грузовика «Яровит». Все эти проекты вели рекламную кампанию, где демонстрировали продукцию штучной стапельной сборки, но так и не смогли найти средства на организацию конвейерного производства и сбытовой сети.
Тем не менее существуют рыночные ниши для специальной автотехники, где стапельная штучная сборка при инвестициях на уровне слесарного цеха позволяет производству успешно существовать. Определённую известность с 2015 года получило мелкосерийное производство вездехода Шерп. Завод «Транспорт» ведёт разработку и производство лёгкой вездеходной техники. В 2023 году появился концепт спорткара Rossa. В дальнейшем ожидается серийное производство.
Другие автопроизводители (в списке — только компании со статьей в Википедии):
- Вологодский механический завод (ныне «Транс-Альфа») — производство троллейбусов и электробусов.
- Bakulin Motors Group (Volgabus) — производство автобусов и электробусов.
- Уфимский трамвайно-троллейбусный завод — производство троллейбусов, преемник закрытого Башкирского троллейбусного завода.
- СимАЗ — производство автобусов на мощностях ликвидированного BAW-RUS Motor Corporation.
- РосЛада — в 1998—2006 годах вела сборку автомобилей ВАЗ, ликвидирован.
- Чеченавто — сборка автомобилей ВАЗ.

### Двигателестроение
В России существует крупная двигателестроительная промышленность, как унаследованная от СССР так и построенная после его распада. Постсоветские заводы, построенные с нуля, являются локализацией производства иностранных компаний.
| Название     | Расположение          | Год запуска | Владелец           | Деятельность  | Мощность                        | Закрыт (Остановлен) | Примечание |
| ------------ | --------------------- | ----------- | ------------------ | ------------- | ------------------------------- | ------------------- | ---------- |
| ЯМЗ          | Ярославль             | 1916        | Группа ГАЗ         | Дизели        |                                 | -                   |            |
| УДМЗ         | Екатеринбург          | 1941        | Группа Синара      | Дизели        | ?                               | -                   |            |
| УМЗ          | Ульяновск             | 1944        | Группа ГАЗ         | Двигатели     | ?                               | -                   |            |
| ВМТЗ         | Владимир              | 1945        | -                  | Дизели        | ?                               | 2018                |            |
| АМЗ          | Барнаул               | 1955        | Тракторные заводы  | Дизели        | ?                               | -                   |            |
| ЗМЗ          | Нижегородская область | 1959        | Соллерс            | Двигатели     | 251 тыс. (2007)                 | -                   |            |
| ВАЗ          | Самарская область     | 1970        | ФГУП «НАМИ» Ростех | Двигатели КПП | 1 млн двигателей (проект, 2016) | -                   |            |
| ТМЗ          | Ярославская область   | 1973        | ?                  | Дизели КПП    | ?                               | -                   |            |
| КамАЗ        | Татарстан             | 1974        | Ростех             | Дизели        | 100 тыс. (проект, 1993)         | -                   |            |
| Cummins      | Татарстан             | 2006        | Cummins+КамАЗ      | Дизели        | 35 тыс. (проект)                | (2022)              |            |
| Volkswagen   | Калуга                | 2015        | Volkswagen         | Двигатели     | 161 тыс. (2018)                 | (2022)              |            |
| Ford Sollers | Татарстан             | 2015        | Соллерс+Ford       | Двигатели     | 100 тыс. (проект)               | (2019)              |            |
| Mazda        | Владивосток           | 2018        | Соллерс+Mazda      | Двигатели     | 50 тыс. (проект)                | (2022)              |            |
| Hyundai      | Санкт-Петербург       | 2021        | Hyundai            | Двигатели     | 240 тыс. (проект)               | (2022)              |            |
| Haval        | Тульская область      | 2024        | Great Wall Motors  | Двигатели     | 80 тыс. (план)                  | -                   |            |

- С 2013 года Daimler собирает свои двигатели к своим автомобилям на мощностях ЯМЗ.
- С 2013 года Renault собирает свои двигатели на территории ВАЗ, проектная мощность линии 300 тыс./год[80].

## Рынок
В 2008 году среди всех марок по объёмам продаж лидировала японская Toyota, однако в 2009 году LADA вернула себе историческое первенство.
На начало 2010-х две трети российских автовладельцев имели в собственности автомобиль местного производства.
Российский автомобильный рынок пережил труднейший для всех компаний автомобильного бизнеса кризисный 2009 год, когда продажи легковых автомобилей упали на 50,2 % и составили по итогам года 1,39 млн.
В 2010-х (с 2011 по 2021) год парк легковых автомобилей в России вырос на 36 %.
В августе 2023 года президент России В. Путин исключил возможность дальнейшего приобретения иностранных автомобилей для нужд министерств, ведомств и Управления делами президента, по его словам — все чиновники в стране должны ездить на автомобилях отечественного производства. Ранее с подобным предложением выступил спикер Госдумы Вячеслав Володин. До него, с идеей пересадить госслужащих на «Лады», выступал министр финансов Антон Силуанов.
Если в 2022 году на российском рынке был зафиксирован, с развитием параллельного импорта, бум объявлений новых малолитражных автомобилей, то к февралю 2024 года их количество снизилось на 89 % и достигло 0,01 % от всего рынка, а количество доступных моделей уменьшилось на 58,5 %.